# Wałerij Wodian
Wałerij Iwanowycz Wodian, ukr. Валерій Іванович Водян, ros. Валерий Иванович Водян, Walerij Iwanowicz Wodian (ur. 8 września 1949 w Odessie, Ukraińska SRR) – ukraiński trener futsalu.

## Kariera trenerska
Wychowanek DJuSSz nr 6 w Odessie. Pierwszy trener Jurij Linda. Następnie kontynuował szkolenie w grupie juniorów klubu Czornomoreć Odessa. Występował w juniorskich i młodzieżowych reprezentacjach miasta, ale nie powiodło się zacząć grać na wysokim poziomie. Przez długi czas pracował w Handlowym Porcie Morskim w Odessie. Pięć lat był kapitanem zakładowej drużyny piłkarskiej "Portowyk".
W 1982 rozpoczął karierę szkoleniowca. Najpierw szkolił dzieci w Szkole Sportowej Czornomoreć Odessa. W styczniu 1995 stał na czele klubu Odessa-Nord, który wkrótce został podporządkowany Odeskim liniom kolejowym i otrzymał nazwę Łokomotyw Odessa. Z odeskim zespołem zdobył wiele trofeów, jednak zimą 1998 kierownictwo Odeskiej kolei zrezygnował z finansowania klubu i po zakończeniu sezonu klub został rozformowany. W latach 2000–2001 prowadził rosyjski klub Alfa Jekaterynburg, z którym zdobył Puchar Zdobywców Pucharów w futsalu. W 2004 kilka miesięcy kierował mołdawskim Camelot Kiszyniów, uczestniczącym w rozgrywkach Pucharu UEFA w futsalu. W 2007 pracował jako konsultant w MFK Łokomotyw Charków. W sezonie 2008/09 trenował Płaneta-Mist Kijów, ale potem klub zbankrutował. Przed rozpoczęciem sezonu 2011/12 został mianowany na stanowisko głównego trenera MFK Odessa. W związku z pogorszeniem stanu zdrowia w połowie rundy drugiej podał się do dymisji. W czasie trwania kariery trenerskiej również trenował reprezentację Ukrainy w futsalu, młodzieżową i studencką reprezentację, z którą w 1998 został mistrzem świata.

## Sukcesy i odznaczenia

### Sukcesy trenerskie
MFK Łokomotyw Odessa
- mistrz Ukrainy (3): 1996, 1997, 1998
- zdobywca Pucharu Ukrainy (2): 1997, 1998
- 4. miejsce w Klubowych Mistrzostwach Europy: 1997

Alfa Jekaterynburg
- brązowy medalista Mistrzostw Rosji w futsalu: 2000
- zdobywca Pucharu Zdobywców Pucharów: 2001

studencka reprezentacja Ukrainy w futsalu
- mistrz świata wśród studentów: 1998
- brązowy medalista mistrzostw świata wśród studentów (2): 1996, 2006

### Sukcesy indywidualne
- najlepszy trener Ukrainy: 1998

### Odznaczenia
- tytuł Zasłużonego Trenera Ukrainy